# Kleinasien
Kleinasien (lateinisch Asia minor,  Μικρὰ Ἀσία Mikrá Asía) oder Anatolien (von altgriechisch ἀνατολή anatolḗ, deutsch ‚Osten‘ (eigentlich wörtlich 'Sonnenaufgang'); türkisch Anadolu; osmanisch اناطولی İA Anaṭolı) ist jener Teil der heutigen Türkei, der zu Vorderasien und damit zum Kontinent Asien gehört.

## Geographie

### Fläche und Abgrenzung
Ursprünglich bezog sich der Name Anatolien nur auf den zentralen Teil der Halbinsel. Er leitet sich vom byzantinischen Militärbezirk (Thema) Anatolikon ab, der im 7. Jahrhundert entstand. Zuvor war für die Halbinsel zwischen Ägäis und Euphrat stattdessen der lateinische Ausdruck Asia Minor („Kleinasien“) gebräuchlich. Seit Gründung der Türkei 1923 umfasst der Begriff Anatolien die ganze Türkei ohne Thrakien. Die Landesfläche beträgt 757.000 km²; sie macht 97 % des türkischen Staatsgebietes und etwas unter 2 % des Erdteils Asien aus. Das Gebiet wird im Süden vom Mittelmeer, im Norden vom Schwarzen Meer, im Westen von der Ägäis und im Nordwesten vom Bosporus, dem Marmarameer und den Dardanellen begrenzt.
Die östliche Grenze Anatoliens ist ungenau definiert. Der Einfachheit halber wird sie oft mit der östlichen Landesgrenze der Türkei gleichgesetzt. Die Ostgrenze Kleinasiens dagegen wird historisch wie kulturell durch den Euphrat markiert; östlich des Flusses liegt Mesopotamien.

### Bevölkerung und Religion
Die Bevölkerungszahl hat sich seit 1930 (12 Millionen) auf derzeit 55 bis 58 Millionen (ohne europäische Türkei) vergrößert und entspricht damit einer Verdoppelung im 34-Jahre-Takt. Sie setzt sich heute aus Türken, Kurden und Angehörigen anderer Stämme zusammen. Daneben existieren noch weitere Minderheiten wie etwa die Zaza, Albaner, Araber, Armenier, Aramäer, Bosniaken, Bulgaren, Pomaken, Georgier, Lasen, Griechen, Tscherkessen und Perser.
Hinsichtlich der Religion dominiert mit 98 % der Islam (davon 70–80 % Sunniten und 20–30 % Aleviten). Die Christen stellen noch 0,2 %, gegenüber einem Fünftel der Bewohner um 1910. Heute leben vornehmlich im Westen Griechen und im Norden Pontosgriechen. Von anderen kleinen Religionsgemeinschaften (genaue Zahlen werden nicht erhoben) sind rund 14.500 Juden (Stand 2022) und 423 Jesiden (Volkszählung 2000) zu erwähnen. Die Jesiden lebten überwiegend in Südostanatolien. In den letzten 30 Jahren haben sie in großen Auswanderungswellen die Türkei verlassen. Heute befindet sich die große Mehrheit von 30.000 türkischen Jesiden in Europa.

### Zwei Hauptstädte und zwei Meerengen
Als Grenze zwischen Europa und Asien gilt seit der Antike der Bosporus. Die Einwohnerzahl der Großstadt Istanbul auf beiden Ufern hat sich seit 1970 von zwei auf vierzehn Millionen erhöht. Sie war bis 1453 byzantinische und bis 1923 osmanische Hauptstadt. 1923 wurde die Hauptstadt in das kleinere, aber für Kleinasien zentrale Ankara verlegt. Die Stadt am Bosporus ist durch die interkontinentale Meeresenge in einen europäischen und einen asiatischen Teil geteilt. Die Stadtteile werden durch dichten Schiffsverkehr, drei Brücken, einen unter dem Meer verlaufenden Eisenbahntunnel und einen Straßentunnel miteinander verbunden. Die dritte Brücke an der Schwarzmeerküste wurde 2016 fertiggestellt.
Die zweite Meeresenge zu Kleinasien sind die Dardanellen (der antike Hellespont) zwischen der europäischen Halbinsel Gallipoli (türk. Gelibolu) und der Region von Troja und Çanakkale.

### Klima
Das Klima ist kontinental geprägt mit sehr warmen bis heißen trockenen Sommern und kalten und sehr schneereichen Wintern. Im östlichen Teil sinken die Temperaturen im Winter oft bis auf minus 30 Grad Celsius und darunter. An der Schwarzmeerküste ist es das ganze Jahr über sehr niederschlagsreich. An der sogenannten türkischen Riviera und der Ägäis bleibt die Temperatur im Winter stets oberhalb von 5 Grad Celsius. Dabei gibt es im Winter eine Besonderheit, vor allem in der Bosporus-Region (einschließlich Istanbul) und der westlichen Schwarzmeerregion (z. B. um Zonguldak): Durch starke Kaltlufteinbrüche von Norden her aus Osteuropa kommt es zu langanhaltenden ergiebigen Schneefällen, dem sogenannten Lake effect snow. Dabei ist es nicht ungewöhnlich, dass auch in der Metropolregion Istanbul große Mengen an Schnee fallen. In der Vergangenheit gab es durch starke Winde zudem meterhohe Schneewehen, so zum Beispiel während der Schneekatastrophe im März 1987. Damals schneite es in Istanbul tagelang und der Schnee lag meterhoch.
| Messgröße                                        | Messort                               | Messwert  | Datum             |
| ------------------------------------------------ | ------------------------------------- | --------- | ----------------- |
| Tiefste gemessene Temperatur                     | In der Provinz Van (im bewohnten Ort) | −46,4 °C  | 9. Januar 1990    |
| Tiefste mittlere Jahrestemperatur                | Provinz Kars, Kreis Sarıkamış         | 1,8 °C    |                   |
| Höchste mittlere Jahrestemperatur                | Provinz Hatay, Kreis İskenderun       | 21,3 °C   | 1962              |
| Höchste gemessene Temperatur                     | Provinz Mardin, Kocatepe              | 48,8 °C   | 14. August 1993   |
| Höchste gemessene Schneehöhe in einer Ortschaft  | Stadt Bitlis (um 1400 m)              | 525 cm    | Februar 1954      |
| Höchste Jahresniederschlagssumme                 | Provinz Rize                          | 4045,3 mm | 1931              |
| Niedrigste Jahresniederschlagssumme              | Provinz Iğdır                         | 114,5 mm  | 1970              |
| Höchste Niederschlagssumme innerhalb eines Tages | Kemer bei Antalya                     | 469 mm    | 11. Dezember 1971 |
| Stand der Werte: 2003                            |                                       |           |                   |

## Geschichte

### Frühgeschichte

Kleinasien zur Zeit der Hethiter

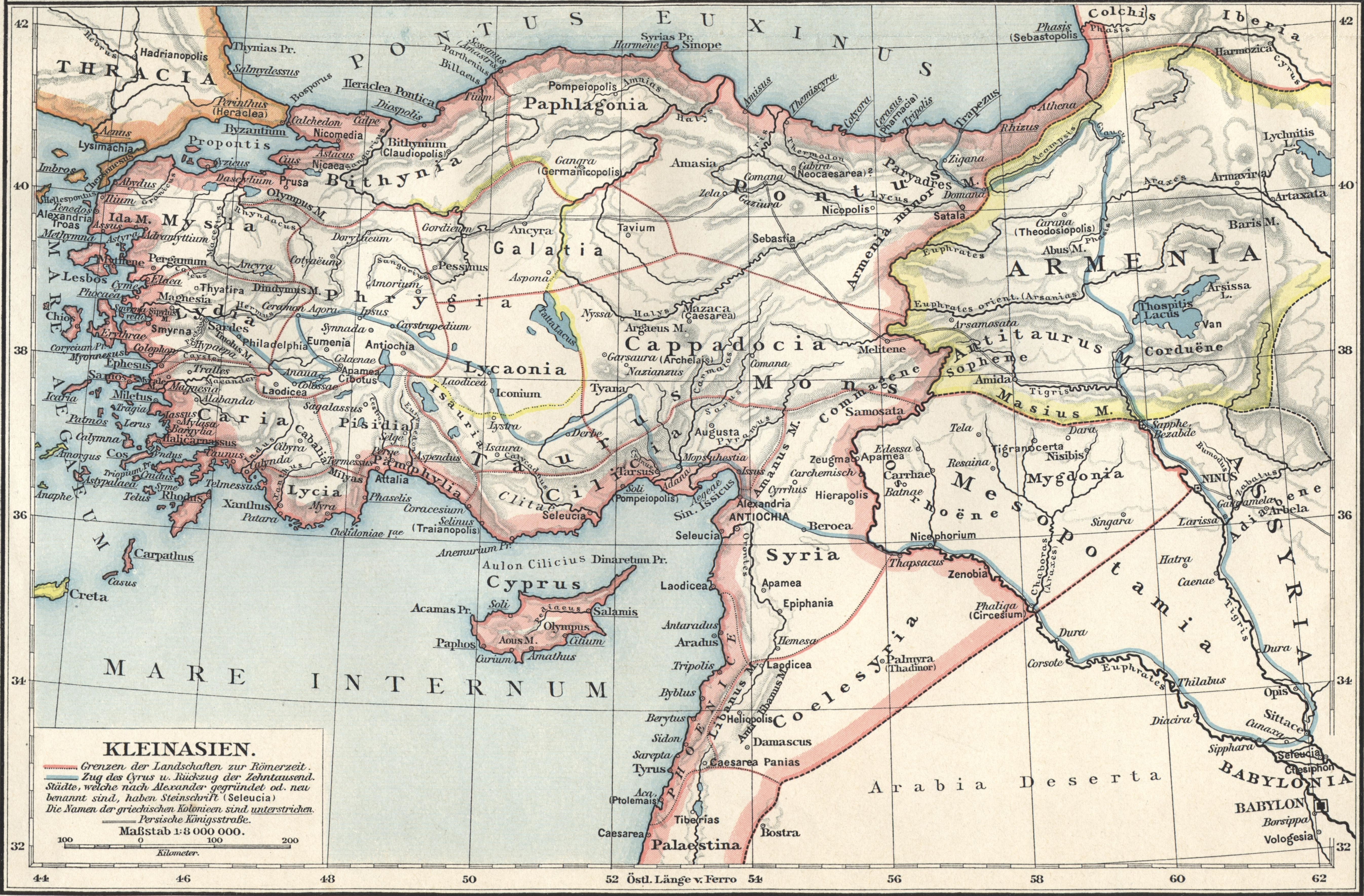
Kleinasien (mit römischen Provinzen) und Mesopotamien in der Antike

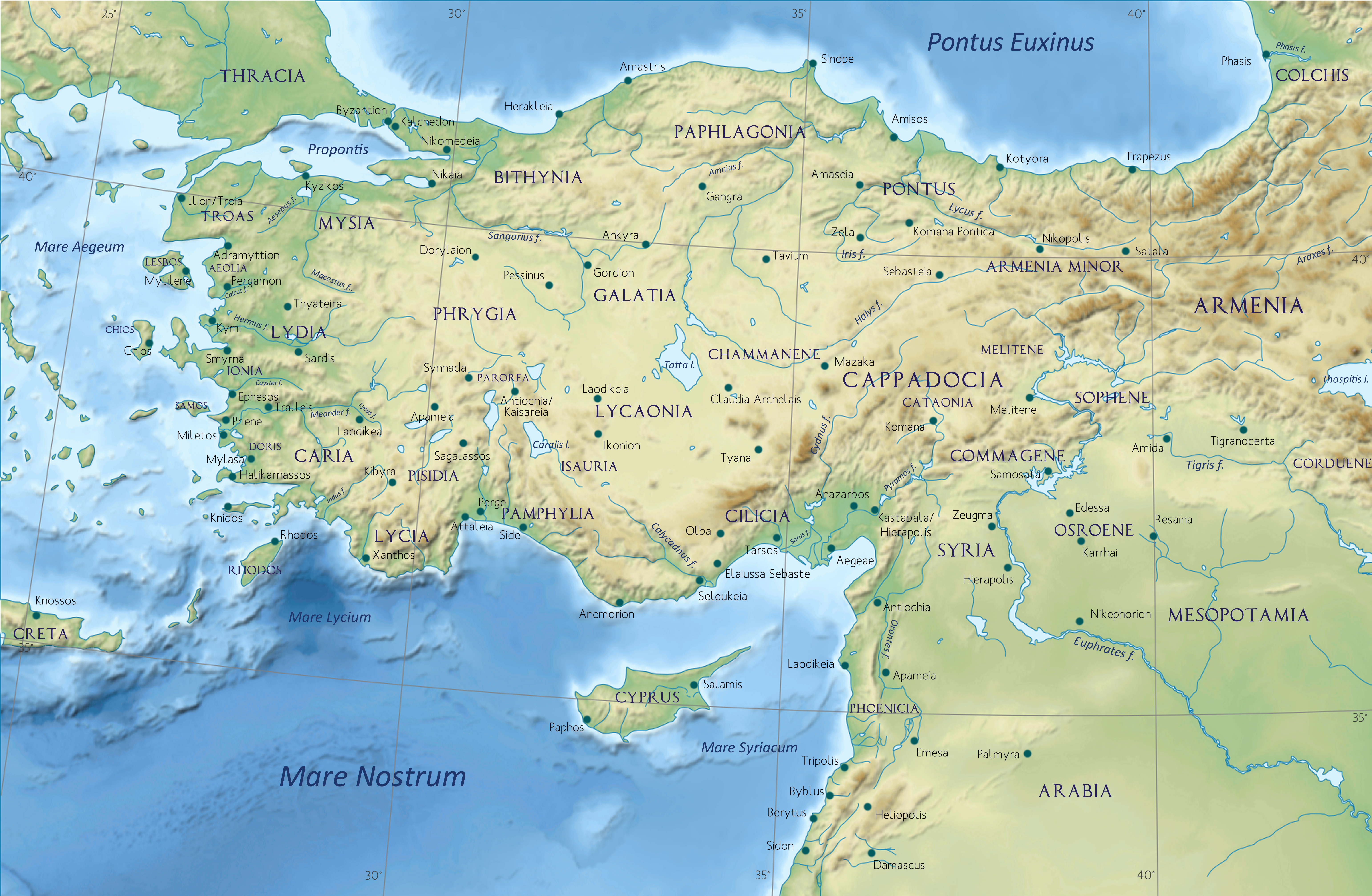
Landkarte von Kleinasien von 332 v. Chr. bis 395 n. Chr. (lateinische Beschriftung)

Der Name „Kleinasien“ leitet sich historisch von der römischen Provinz Asia ab, die aber nur den westlichsten Teil der heutigen Türkei umfasste.
Um 2000 v. Chr. gründeten Assyrer bei Kültepe eine Handelskolonie. Zentralanatolien war damals in mehrere Stadtstaaten geteilt und die Bevölkerung war ethnisch gemischt. In Zentralanatolien lebten die Hattier, in Paphlagonien die Paläer, am Oberlauf des Halys die Hethiter und in Südanatolien die Luwier. In Ostanatolien breiteten sich nach und nach die Hurriter aus. Um 1600 v. Chr. entstand das Großkönigreich der Hethiter, das bis etwa 1180 v. Chr. bestand. Der hethitische Großkönig Ḫattušili I. gründete die hethitische Hauptstadt Ḫattuša und betrieb den Ausbau des Reiches durch Eroberungen in Anatolien und im Norden Syriens. Die Hethiter unterwarfen im Lauf der Zeit die Länder Kizzuwatna und Arzawa sowie kleinere Stadtstaaten, so dass sie schließlich über fast ganz Anatolien und einen großen Teil Syriens herrschten. Das Neuhethitische Reich (14.–12. Jh. v. Chr.) war neben Ägypten und Assyrien mit Babylonien die dritte Großmacht der damaligen Zeit.
Das hethitische Großreich umfasste auch eine ganze Reihe von kleinen Vasallen- und Nachbarstaaten, wie Mira oder Ugarit. Von besonderem Interesse in der Forschung der letzten Jahre sind die mögliche Beziehung und der Einfluss der hethitischen Militärmacht und Kultur auf die Troas, die heute als wahrscheinlich gilt (siehe Troja), sowie die Kontakte mit den mykenischen Stadtstaaten insbesondere an der kleinasiatischen Westküste, die dort sicher seit Mitte des zweiten Jahrtausends v. Chr. bestanden.
Als eines der bedeutendsten Ereignisse der hethitischen Geschichte gilt die Schlacht bei Kadeš (1274 v. Chr.), in der die Armeen des hethitischen Großkönigs Muwatalli II. und des ägyptischen Pharaos Ramses II. aufeinandertrafen sowie der nachfolgende Vertrag zwischen Ramses und Ḫattušili III. (1259 v. Chr.) Hierbei handelt es sich um den ältesten schriftlich überlieferten Friedensvertrag der Welt, von dem unter anderem eine Kopie – als ein Symbol für den Frieden – im UNO-Gebäude in New York zu sehen ist.
Im neunten Jahrhundert v. Chr. etablierte sich das Reich Urartu im späteren Armenien am ostanatolischen Euphrat. König Sarduri I. (um 830 v. Chr.) errichtete die Hauptstadt Tuschpa am Van-See. Hochwertige Bewässerung und Zucht, Metalle und eigene Hieroglyphen wurden entwickelt. Um 620 v. Chr. wurde das Reich von den Skythen erobert und vernichtet.

### Griechische Kolonisierung und antike Landschaften
Seit der Mitte des zweiten Jahrtausends v. Chr. lebten mykenische Griechen in den Städten Kleinasiens (nachweisbar beispielsweise in Milet). Im elften und zehnten Jahrhundert verstärkte sich dann die Kolonisierung der kleinasiatischen Westküste durch griechische Ionier und Dorer; mit der Gründung Sinopes um 630 v. Chr. beginnt zudem die griechische Besiedlung der nördlichen Küsten am Schwarzen Meer. Im Anschluss dieser Siedlungsbewegung wurden folgende Landschaften unterschieden:
- Vom Nordwesten nach Süden Hellespont (Dardanellen), Äolien, Mysien, Lydien, Karien und Ionien,
- an der Südküste Lykien, Pamphylien, Pisidien und Kilikien,
- im Norden Bithynien, Pontos, Paphlagonien und Kleinarmenien
- und im Landesinneren Galatien, Phrygien und Kappadokien.

546 v. Chr. eroberte Persiens Großkönig Kyros II. Lydien und danach Lykien und die griechischen Städte an der Küste. Um 500 v. Chr. wurde ganz Kleinasien dem Perserreich angegliedert. Infolge der Perserkriege fiel die Westküste wieder an die Griechen, wurde aber nach dem Peloponnesischen Krieg abermals persisch.

### Alexander der Große und die Diadochen
Alexander der Große setzte mit seinem Heer 334 v. Chr. über das Marmarameer und schlug die Perser vernichtend. Die Eroberung Kleinasiens brachte jedoch noch keine Entscheidung.
Erfolge waren neben dem reibungslosen Übergang über den Hellespont und der Schlacht am Granikos um den Auftakt der Invasion vor allem die meist kampflose Besetzung der Regionen der heutigen Türkei. Die griechischstämmige Stadtbevölkerung von Ionien war dem makedonischen König durchwegs freundlich gesinnt. Er setzte erste frühdemokratische Verfassungen (Demos) wieder in Kraft. Intern setzte er sich gegen den Berater seines Vaters Philipp II., den alten General und Reiterführer Parmenion durch. Alexander bevorzugte den Kriegsrat seiner Gefährten.
Nach der Eroberung von Milet schickte Alexander Flottenkontingente der griechischen Städte nach Hause. 20 Trieren aus Athen behielt er zurück. Er transportierte noch die Belagerungsmaschinen vor Halikarnassos. Hier hatte Memnon aus Rhodos von Dareios III. den Oberbefehl über die Flotte in der Ägäis zum Befehl über die Söldnertruppen hinzu erhalten.
Finanziell waren die griechischen Städte und hier vor allem Ephesos gute Zahler. Die persischen Tribute hatte der König dem Tempel der Artemis zugeordnet. Damit wurden die Gärten befestigt und der Raum für Asylsuchende erweitert. Nach griechischem Brauchtum wurden Flüchtige bei Kriegshandlungen im Tempel verschont. Dort drängten sich bei Truppenankünften und Plünderungen Frauen und Kinder. In Ephesos konnten auch Belagerungsmaschinen gebaut werden. Diese neue Technik griechischer Ingenieure bewirkte die Erfolge vor Milet und vor allem Halikarnassos.
Mit Wintereinbruch waren auch die Hafenstädte der Südküste Kleinasiens für die Makedonen gewonnen und die persische Armada war bereits auf die Inseln verdrängt.
Die Tore Syriens (Kilikische Pforte) waren Gegenstand der Planung des folgenden Frühjahres. Dareios III. war unterdessen auf den Unruheherd im Westen aufmerksam geworden und ernannte Memnon, den Kommandeur der Söldner in persischen Diensten, auch zum Oberbefehlshaber der Flotte.
Im Frühjahr 333 v. Chr. gefährdete Memnon die Nachschublinien der Makedonen und beunruhigte mit der Flotte selbst Griechenland. Seine Frau Barsine mit Familie hatte er an den persischen Hof als Unterpfand für seine Zuverlässigkeit geschickt. Im harten Winter Kleinasiens kamen die Kampfhandlungen zu Lande und zur See fast zum Erliegen. Der Legende nach löste Alexander den Gordischen Knoten mit einem Hieb seines Schwerts. Dies symbolisierte eine rasche Eroberung der asiatischen Welt. Kleinasien blieb auch in der Folgezeit der Feldzüge Alexanders Drehscheibe des makedonischen Nachschubs.
Nach Alexanders Tod teilten die Diadochen das Reich auf, Kleinasien ging größtenteils an Lysimachos und Seleukos I. Philetairos spaltete 282 v. Chr. davon die Stadt Pergamon ab, die unter seinen Nachfolgern, den Attaliden, zum einflussreichsten hellenistischen Staat in Kleinasien wurde. 133 v. Chr. wurde das Pergamenische Reich an Rom vererbt und in die Provinz Asia umgewandelt. Um 275 siedelten sich nach Plünderungen in Zentralanatolien Kelten aus Thrakien an und gründeten das Reich Galatien.

### Römerreich, Christentum und Byzanz

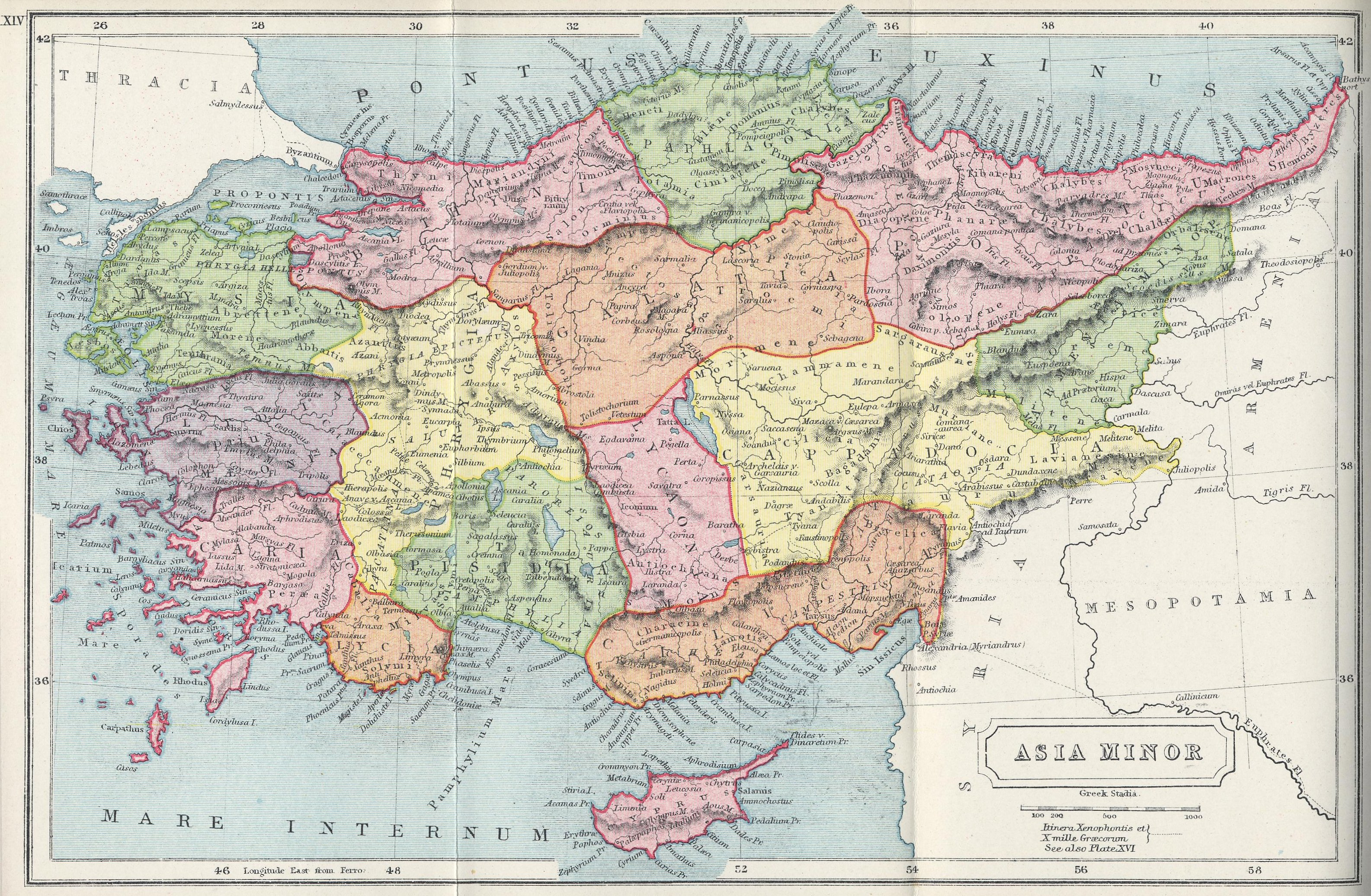
Provinzgliederung Kleinasiens als Teil des römischen Reichs

Bis 60 v. Chr. kamen die Küstenregionen durch Pompeius zum Römischen Reich. Ein starker Gegner war zuletzt König Mithridates VI. Eupator von Pontus (121–63 v. Chr.) gewesen, der versucht hatte, Kleinasien zum Aufstand gegen die vordringenden Römer zu bewegen. In der frühen Kaiserzeit (Prinzipat) wurde auch das Landesinnere schrittweise von Rom annektiert und um das Jahr 65 die Provinzen neu gegliedert: Bithynia et Pontus im Norden, Asia im Westen, Lycia et Pamphylia im Südwesten und Cilicia (Kilikien) im Südosten. Die Könige von Galatien, Kappadokien und Paphlagonien behielten als Vasallen Roms und als „Puffer“ gegen Nachbarvölker etwas länger ihren Thron, bis schließlich auch ihre Gebiete als Provinzen in das Imperium Romanum integriert wurden.
Mit der Pax Romana des Augustus begann um die Zeitenwende eine Blütezeit, die bis zum späten 2. Jahrhundert n. Chr. andauerte; die Kaiser Trajan und Hadrian bereisten Kleinasien. Um das Jahr 50 begann das Christentum Fuß zu fassen, zuerst in Perge, wenig später in der Provinzhauptstadt von Asia, Ephesos, und in Griechenland – siehe die Paulusbriefe an verschiedene Gemeinden. Auch einige frühe Bischofssitze entstanden, unter anderem in Myra (in Lykien), in dem um 350 der heilige Nikolaus wirkte. Die ersten christlichen Konzile fanden in Kleinasien statt.

Die byzantinischen Themen um 950 n. Chr.

Im vierten Jahrhundert wurde Konstantinopel zur Residenz des östlichen Teils des Römischen Reiches; damit rückte Kleinasien näher an die kaiserliche Zentrale. Wenig später, im frühen fünften Jahrhundert, findet sich die erste überlieferte Erwähnung des Begriffs Asia Minor (Orosius, Hist. adv. Pag. 1,26); zuvor war stets nur von Asia die Rede gewesen.
Nach der Eroberung Ägyptens, Palästinas und Syriens durch die Araber im siebten Jahrhundert (Islamische Expansion), die das Ende der Antike markierte, bildete Kleinasien das Kerngebiet des Oströmischen bzw. Byzantinischen Reiches. Damals entstand auch das Thema (Heeresbezirk) Anatolikon. Es verdankte seinen Namen dem Umstand, dass sich hierhin die geschlagene Armee des magister militum per Orientem (lat. Oriens = griechisch Anatolḗ) zurückgezogen hatte. Der Verwaltungssitz dieses Themas war Amorion 200 km südwestlich von Ankara. Seit dem Mittelalter übertrug sich diese Bezeichnung auf ganz Kleinasien, das heute oft „Anatolien“ genannt wird.

### Seldschuken, Mongolen und Osmanen
Im 11. Jahrhundert drangen aus dem Osten die turkmenischen Seldschuken nach Kleinasien. 
Nach der Schlacht von Manzikert (1071) wurden weite Teile Inneranatoliens von den seldschukischen Türken erobert. Das Zentrum ihres Reiches war Ikonion (die heutige Großstadt Konya), 200 km südlich von Ankara (Ankyra, ab 1023 Angora). Jedoch konnte Ostrom bzw. Byzanz mit dem Beginn der Kreuzzüge wieder in die Offensive gehen und im Laufe des 12. Jahrhunderts einige Gebiete zurückgewinnen, bis nach dem 4. Kreuzzug (1204) Byzanz die Verteidigung in Kleinasien nicht mehr aufrechterhalten konnte. Mitte des 14. Jahrhunderts fielen die meisten byzantinischen Städte in türkische Hand. Philadelphia konnte sich jedoch bis 1390 halten, ebenso blieb das byzantinische Kaiserreich von Trapezunt im Pontos bis 1461 von der türkischen Besetzung frei. 
Mit dem weiteren Vordringen der Mongolen nach Westen um die Mitte des 13. Jahrhunderts zerfiel das Seldschukenreich in viele Turkfürstentümer (Beylik). Eine ihrer Dynastien, nach ihrem Führer Osman I. (1281–1326) die Osmanen benannt, setzte sich gegen die anderen Beyliks durch und eroberte 1326 auch den byzantinischen Norden bei Bursa. Das oströmische bzw. byzantinische Reich endete erst 1453 mit dem Fall von Konstantinopel an die Osmanen. Im Osmanischen Reich verloren alle antiken Provinzen endgültig ihre Autonomie und meist auch ihren Namen.

### Erster Weltkrieg und „Bevölkerungstausch“
Nachdem das im 17. Jahrhundert noch bis an die Tore Wiens reichende Osmanische Reich im Gefolge des Ersten Weltkriegs weiter verfallen war und die Griechen nach 1918 von Smyrna (heute İzmir) aus in Richtung Ankara vorgedrungen waren, wurde sein kleinasiatischer Teil im Griechisch-Türkischen Krieg 1919–1922 unter Atatürk wieder zurückerobert. Dem Ende der Kämpfe folgte die Vertreibung mehrerer Millionen Menschen, die fürs Erste durch den im Vertrag von Lausanne vereinbarten „Bevölkerungsaustausch“ von 1923 abgeschlossen wurde.
Heute gliedert sich die Türkei in 81 Provinzen, davon 76 in Kleinasien sowie 5 im europäischen Teil westlich Istanbuls.